# Carlo di Scozia (film)
Carlo di Scozia (Bonnie Prince Charlie) è un film del 1948 diretto da Anthony Kimmins.

## Trama
Si narra dell'insurrezione giacobita del 1745 e del ruolo del Principe Carlo Maria Stuart.